# Cerro de la Campana
A Cerro de la Campana (spanyol nevének jelentése: a harang hegye) egy kis méretű, magányosan álló hegy a mexikói Hermosillóban, a város egyik emblematikus pontja. Nevezik Coloso de Hermosillónak, azaz hermosilló kolosszusnak is.

## Leírás
A hegy Sonora állam fővárosában, Hermosillóban található, a történelmi városközponttól keletre, lakott területekkel teljesen körbeépítve. Nevét onnan kapta, hogy keleti irányból nézve alakja egy haranghoz hasonlít, de vannak olyanok is, akik szerint a név összefüggésben állhat azzal, hogy köveit egymáshoz ütve harangkondulásszerű hang hallatszik. A Cerro de la Campana tetejére a csigavonalban haladó, nyugatról induló Cucurpe utca vezet fel, de a csúcs, ahol antennákat építettek fel, nem látogatható. 1909-ben viszont kilátópontot avattak a hegy egy másik részén, amely azóta is kedvelt célpontja az Hermosillóba látogató turistáknak.

## Története
Már Pitic (Hermosillo elődje) 1700-as megalapítása előttről is ismertek leírások erről a hegyről: ezeket a környéken hittérítő munkákat végző jezsuiták kísérői készítették. A csúcs régebben és még ma is a jaki indiánok menedékhelyéül szolgált. A város első csatornáit ennek a hegynek a köveiből építették. Az első autó, amely feljutott a hegyre, Jesús M. Garza ezredes Mercedes-Benze volt 1915 táján, ám amikor le akart vele jönni, a motort nem tudta beindítani, így öszvérekkel kellett levontatni onnan. A csúcson található mikrohullámú antennákat az 1968-as mexikói olimpia alkalmából állították fel.

## Képek

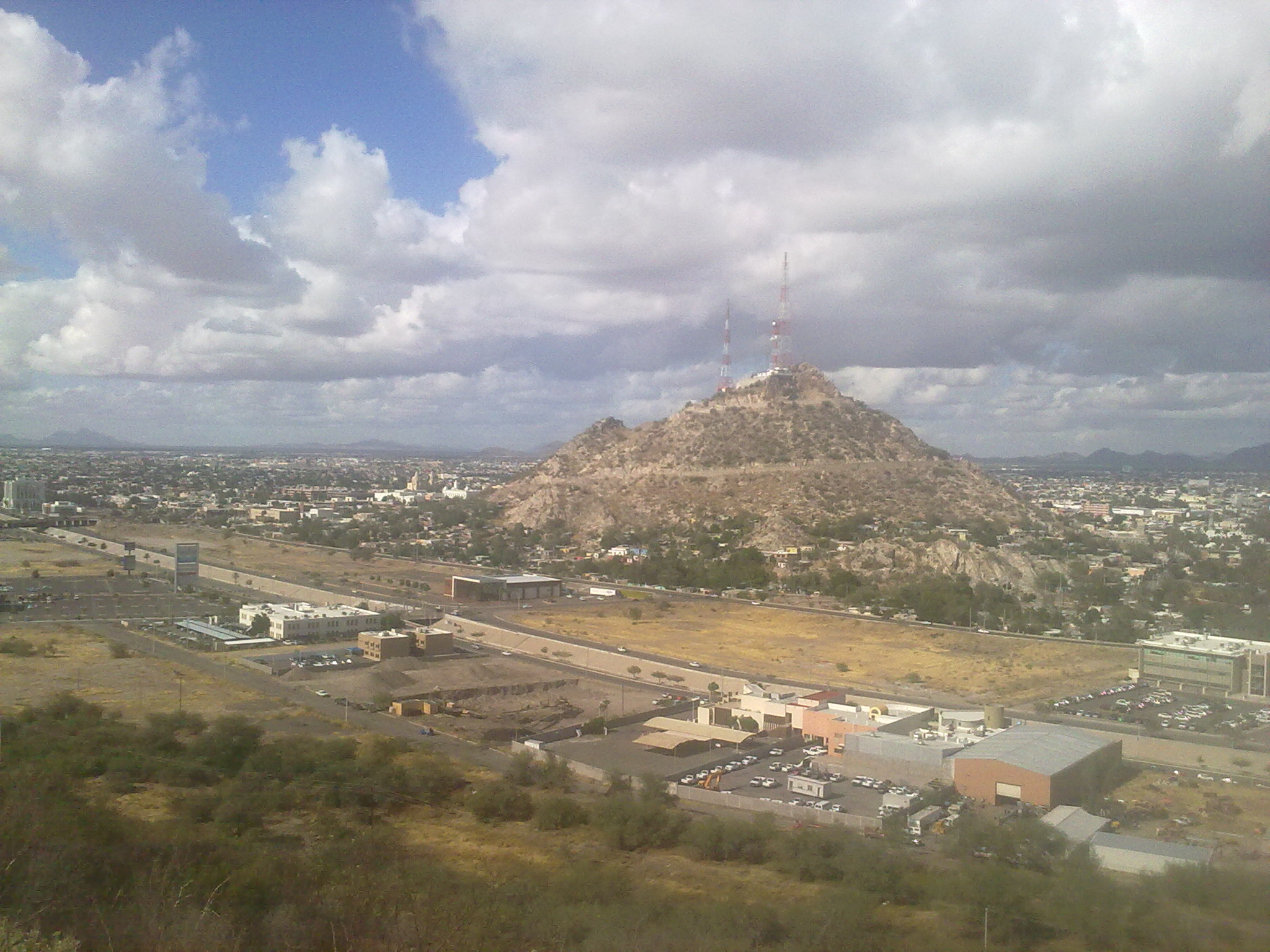
Városkép a Cerro de la Campanával
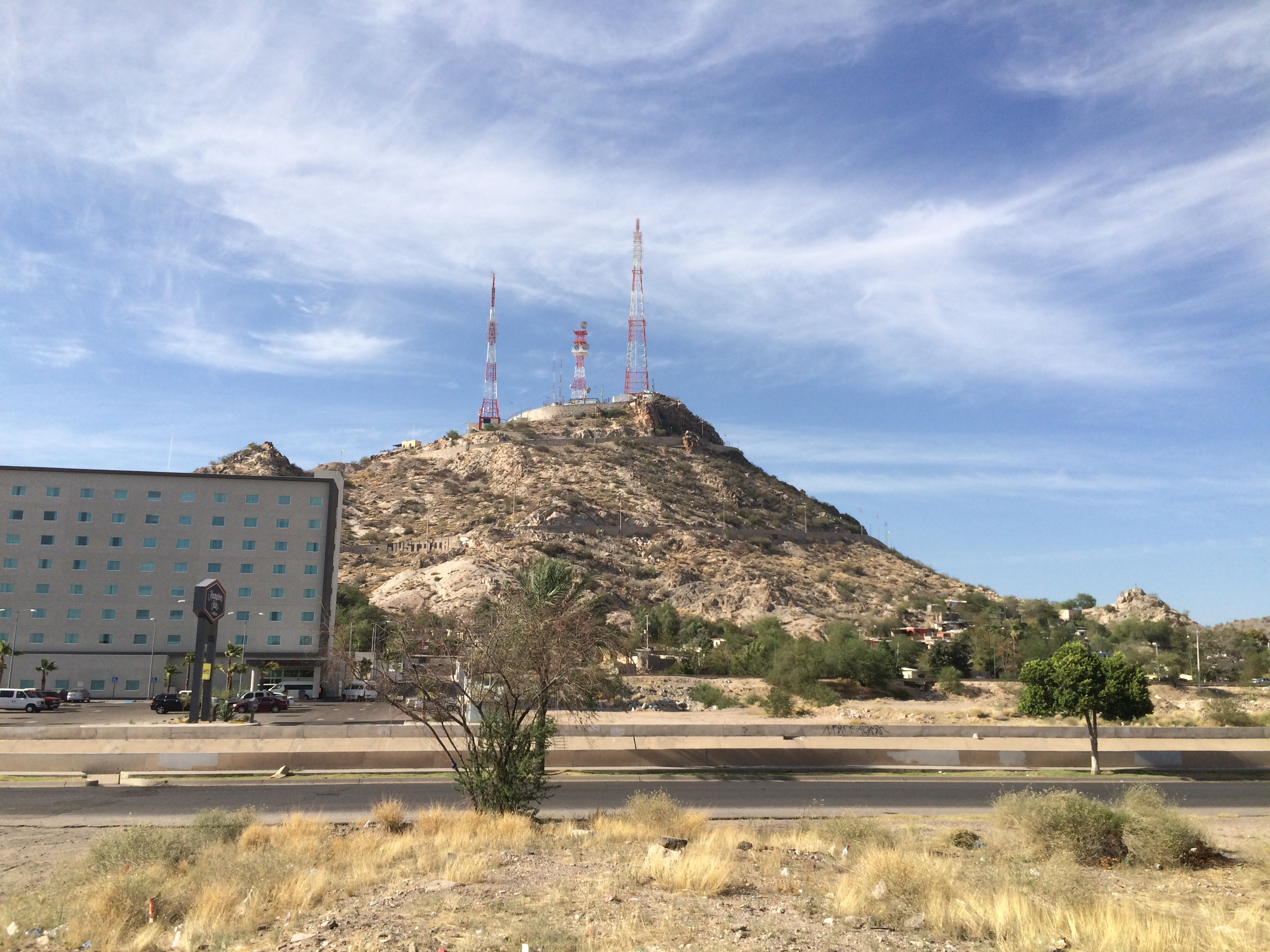
A hegy
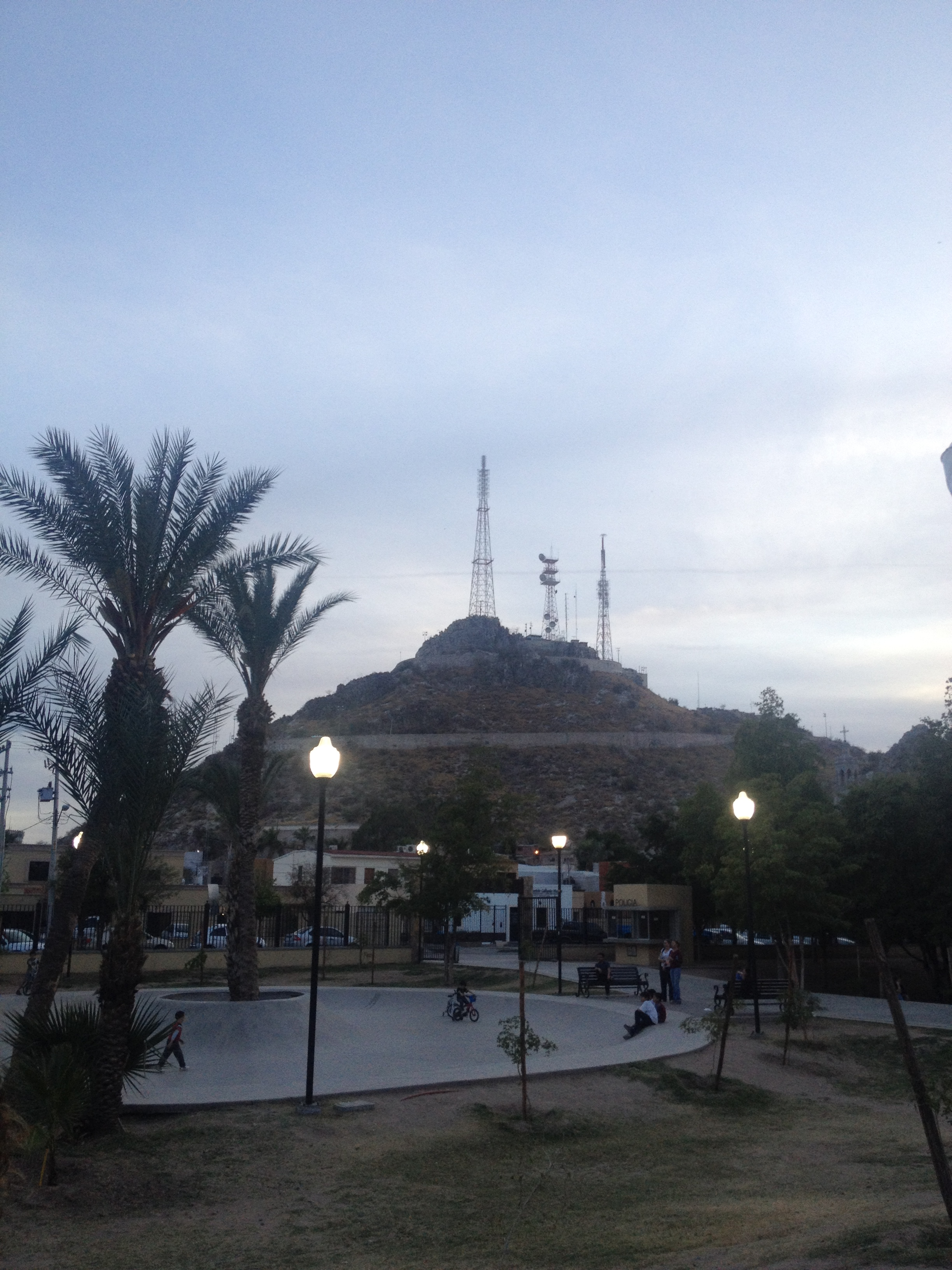
Más szögből nézve
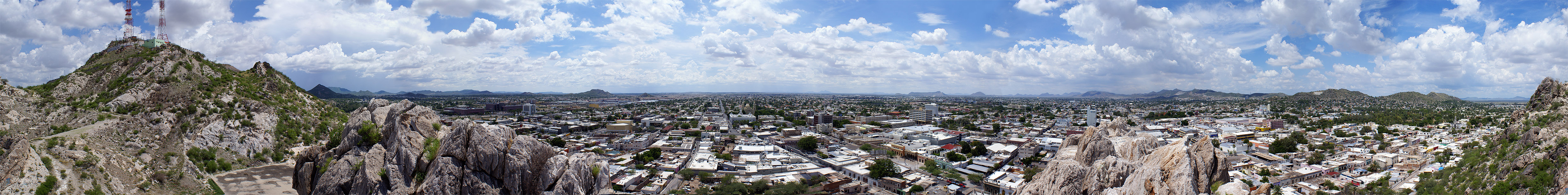
Panorámakép